# Порту-Рику-ду-Мараньян
Порту-Рику-ду-Мараньян (порт. Porto Rico do Maranhão) — муниципалитет в Бразилии, входит в штат Мараньян. Составная часть мезорегиона Север штата Мараньян. Входит в экономико-статистический микрорегион Литорал-Осидентал-Мараньенси. Население составляет 6030 человек на 2016 год. Занимает площадь 218,831 км². Плотность населения — 27,56 чел./км².

## Демография
Согласно сведениям, собранным в ходе переписи 2010 г. Национальным институтом географии и статистики (IBGE), население муниципалитета составляет:
| Полное население                               | Полное население                               | Полное население                               | Полное население                               | 6030  |
| ---------------------------------------------- | ---------------------------------------------- | ---------------------------------------------- | ---------------------------------------------- | ----- |
| в том числе:                                   | Городское население                            | 2411                                           | Процент городского населения, %                | 39,98 |
|                                                | Сельское население                             | 3619                                           | Процент сельского населения, %                 | 60,02 |
|                                                | Мужское население                              | 3194                                           | Процент мужского населения, %                  | 52,97 |
|                                                | Женское население                              | 2836                                           | Процент женского населения, %                  | 47,03 |
| Плотность населения, чел/км²                   | Плотность населения, чел/км²                   | Плотность населения, чел/км²                   | Плотность населения, чел/км²                   | 27,56 |
| Население муниципалитета в % к населению штата | Население муниципалитета в % к населению штата | Население муниципалитета в % к населению штата | Население муниципалитета в % к населению штата | 0,09  |

По данным оценки 2016 года, население муниципалитета составляет 5 877 жителей.

## История
Город основан 1 января 1997 года.

## Статистика
- Валовой внутренний продукт на 2014 год составляет 31 574 реалов (данные: Бразильский институт географии и статистики)[1].
- Валовой внутренний продукт на душу населения на 2014 год составляет 5343,42 реала (данные: Бразильский институт географии и статистики)[1].
- Индекс человеческого развития на 2010 год составляет 0,615 (данные: Программа развития ООН)[2].